# (11008) Ernst
(11008) Ernst est un astéroïde de la ceinture principale.

## Description
(11008) Ernst est un astéroïde de la ceinture principale. Il fut découvert le 1er mars 1981 à l'Observatoire de Siding Spring par Schelte J. Bus. Il présente une orbite caractérisée par un demi-grand axe de 2,60 UA, une excentricité de 0,11 et une inclinaison de 13,3° par rapport à l'écliptique.